# Peral de Arlanza
Peral de Arlanza é um município da Espanha na província de Burgos, comunidade autónoma de Castela e Leão, de área 28,91 km² com população de 194 habitantes (2007) e densidade populacional de 7,71 hab/km².

## Demografia
| Variação demográfica do município entre 1991 e 2004 | Variação demográfica do município entre 1991 e 2004 | Variação demográfica do município entre 1991 e 2004 | Variação demográfica do município entre 1991 e 2004 |
| --------------------------------------------------- | --------------------------------------------------- | --------------------------------------------------- | --------------------------------------------------- |
| 1991                                                | 1996                                                | 2001                                                | 2004                                                |
| 260                                                 | 279                                                 | 239                                                 | 223                                                 |